# XXII Cumbre Iberoamericana
La XXII Cumbre Iberoamericana de 2012 se celebró en Cádiz (Andalucía, España), coincidiendo con el bicentenario de la Constitución de 1812. Se celebró entre el 16 y el 17 de noviembre.
En esta reunión de jefes de estados, por primera vez participó Haití como miembro asociado. A través de su presidente Michel Martelly. También Filipinas había confirmado su participación en esta cumbre en 2011. Este 2012 también asistió junto a Guinea Ecuatorial, ambos como miembros asociados. Clausurada el 17 de noviembre de 2012, tras la firma de la Declaración de Cádiz.

## Países Participantes
Europa
- Andorra
- España
- Portugal

Asia
- Filipinas

África
- Guinea Ecuatorial

América
- Argentina
- Bolivia
- Brasil
- Chile
- Colombia
- Costa Rica
- Cuba
- Ecuador
- El Salvador
- Guatemala
- Haití
- Honduras
- México
- Nicaragua
- Panamá
- Paraguay
- Perú
- República Dominicana
- Uruguay
- Venezuela

## Miembros Asistentes
| Miembros de la Cumbre Iberoamericana de Jefes de Estado (JE) y de Gobierno (JG) País anfitrión y líder están indicados en negrita. | Miembros de la Cumbre Iberoamericana de Jefes de Estado (JE) y de Gobierno (JG) País anfitrión y líder están indicados en negrita. | Miembros de la Cumbre Iberoamericana de Jefes de Estado (JE) y de Gobierno (JG) País anfitrión y líder están indicados en negrita. | Miembros de la Cumbre Iberoamericana de Jefes de Estado (JE) y de Gobierno (JG) País anfitrión y líder están indicados en negrita. | Miembros de la Cumbre Iberoamericana de Jefes de Estado (JE) y de Gobierno (JG) País anfitrión y líder están indicados en negrita. | Miembros de la Cumbre Iberoamericana de Jefes de Estado (JE) y de Gobierno (JG) País anfitrión y líder están indicados en negrita. |
| Miembro | Miembro | Representado por | Representado por | Título | Referencias |
| --- | --- | --- | --- | --- | --- |
| Bandera de Andorra | Andorra | Antoni Martí Petit | | (JG) Jefe del Gobierno | |
| Bandera de Argentina | Argentina | Amado Boudou | | Vicepresidente | |
| Bandera de Bolivia | Bolivia | Juan Evo Morales Ayma | | (JEG) Presidente | |
| Bandera de Brasil | Brasil | Dilma Rousseff | | (JEG) Presidente | |
| Bandera de Chile | Chile | Sebastián Piñera | | (JEG) Presidente | |
| Bandera de Colombia | Colombia | Juan Manuel Santos Calderón | | (JEG) Presidente | |
| Bandera de Costa Rica | Costa Rica | Laura Chinchilla Miranda | | (JEG) Presidente | |
| Bandera de Cuba | Cuba | Bruno Rodríguez Parrilla | | Ministro de Relaciones Exteriores                                                                                                  | |
| Bandera de Ecuador | Ecuador | Rafael Correa | | (JEG) Presidente | |
| Bandera de El Salvador | El Salvador | Mauricio Funes | | (JEG) Presidente | |
| Bandera de España | España | Juan Carlos I de Borbón | | (JE) Rey | |
| Bandera de España | España | Mariano Rajoy Brey | | (JG) Presidente | |
| Bandera de Guatemala | Guatemala | Harold Caballeros | | Ministro de Relaciones Exteriores                                                                                                  | |
| Bandera de Honduras | Honduras | Porfirio Lobo Sosa | | (JEG) Presidente | |
| Bandera de México | México | Felipe Calderón | | (JEG) Presidente | |
| Bandera de Nicaragua | Nicaragua | Samuel Santos López | | Ministro de Relaciones Exteriores                                                                                                  | |
| Bandera de Panamá | Panamá | Ricardo Alberto Martinelli Berrocal                                                                                                | | (JEG) Presidente | |
| Bandera de Paraguay | Paraguay | Ausente | | - | |
| Bandera de Perú | Perú | Ollanta Humala Tasso | | (JEG) Presidente | |
| Bandera de Portugal | Portugal | Aníbal Antonio Cavaco Silva | | (JE) Presidente | |
| Bandera de Portugal | Portugal | Pedro Passos Coelho | | (JG) Primer ministro | |
| Bandera de la República Dominicana                                                                                                 | República Dominicana | Danilo Medina | | (JEG) Presidente | |
| Bandera de Uruguay | Uruguay | Luis Leonardo Almagro Lemes | | Ministro de Relaciones Exteriores                                                                                                  | |
| Bandera de Venezuela | Venezuela | Temir Porras | | Viceministro para Europa del Ministerio de Relaciones Exteriores                                                                   | |